# Friedrich Chrysander
Friedrich Chrysander (Lübtheen, 8 luglio 1826 – Bergedorf, 3 settembre 1901) è stato un musicologo e editore musicale tedesco.

## Biografia

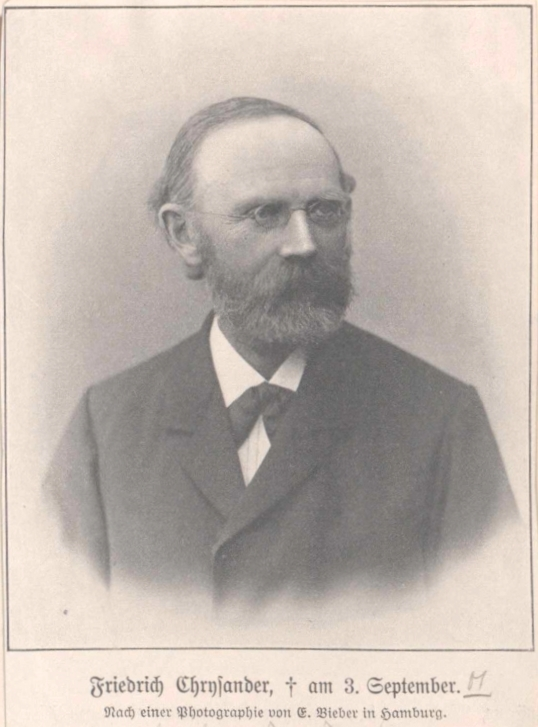
Friedrich Chrysander

Chrysander era figlio di un mugnaio.
Studiò dapprima filosofia all'università di Rostock laureandosi nel 1853. Dopodiché studiò musica realizzando una dissertazione sull'Oratorio.
Ha iniziato a lavorare come insegnante privato a Rostock; successivamente ha insegnato a Bad Doberan e a Schwerin. 
L'interesse per la musica lo ha portato a comporre un'opera, ma presto ha deciso di concentrarsi su critica e studi accademici. 
Le sue prime pubblicazioni sono critiche e articoli su piccole riviste locali. Nel 1853 pubblicò saggi sull'oratorio e la musica popolare. 
Ha poi vissuto all'estero per lungo tempo, soprattutto in Inghilterra. Dopo essere tornato in Germania, soggiornò in parte a Lauenburg, in parte a Vellahn, nel Meclemburgo. Dal 1866 risiedette a Bergedorf, vicino ad Amburgo.
Successivamente si dedicò allo studio di Händel, che concretizzò con una mastodontica opera letteraria raccolta in 100 volumi, inizialmente eseguita con lo storico Georg Gervinus, e ultimata da solo.
Chrysander è anche accreditato per la riscoperta della partitura autografa della Messa in B Minore di Johann Sebastian Bach, che poi ha venduto alla Biblioteca Reale di Berlino.
Inoltre istituì a Londra la società Handel. 
Assieme ad Adler e Spitta, fondò il periodico musicale "VfMW", oltreché il periodico Denkmäler der Tonkunst (1869).
Come pioniere di saggi di musicologia ha scritto studi su numerosi protagonisti della musica, come Palestrina, Carissimi, Schütz, Corelli, Couperin, oltreché su varie sfaccettature musicali, quali la pedagogia, la teoria, la musica religiosa.
Il Musical Times in un necrologio su Chrysander nell'ottobre del 1901 scrisse :
«Fin dall'inizio ha assunto il ruolo di uno storico nel difendere rigorosamente il diritto e le pretese dei capolavori musicali di un passato lontano in una riproduzione legittima e fedele, cioè senza modernizzazione e senza aggiunte strumentali o vocali.»